# Wilhelm Lanzky-Otto
Wilhelm Lanzky-Otto (30. januar 1909 – 13. april 1991) var en dansk hornist og komponist, der havde et omfattende virke som orkestermusiker i orkestre i Norden, og var herudover en meget betydningsfuld lærer for en hel generation af skandinaviske hornister. Fra 1931 var han solohornist i Tivolis harmoniorkester, i 1936-44 solohornist i Radiosymfoniorkestret og to år ansat som 1. solohornist i Det Kongelige Kapel. 
Det danske retsopgør tog hårdt fat på de danske musikere, der havde lagt for dagen en tyskvenlig attitude. Han blev degraderet fra 1. solohorn til 6. horn i Det Kongelige Kapel, hvorefter han i 1946 så sig nødsaget til at flytte til Island.[kilde mangler] Her virkede han en række år som klaverlærer og musiker i Reykjaviks Symfoniorkester. Fra 1951 var han virksom i Sverige, først som solohornist i Göteborgs Symfoniorkester, derefter fra 1956 i samme egenskab i Stockholms Filharmoniske orkester. På samme tid fik han stilling på Musikhögskolan i Stockholm, hvor han i de følgende 25 år fik stor indflydelse på svenske hornisters høje niveau, som anses for blandt de bedste i verden.[kilde mangler] Han var et multitalent, der kunne dirigere, skrive musik, spille klaver og violin, undervise og var dertil en virtuos hornist hvad enten han spillede sololitteratur, kammermusik eller bestred solohornpladsen i orkester. Han var medstifter af Blæserkvintetten af 1932. I 1978 blev han æresmedlem af International Horn Society. 